# Michael Arenz (Bogenschütze)
Michael Arenz (* 9. Februar 1964) ist ein deutscher Bogenschütze im Behindertensport.

## Sportliche Erfolge
Zu seinen größten Erfolgen zählen der 3. Platz (mit dem Team) bei der Weltmeisterschaft 2005, der 3. Platz bei der Europameisterschaft 2006 (mit dem Team) und der 2. Platz (ebenfalls mit dem Team) bei der Weltmeisterschaft 2007.
Arenz nahm an den Sommer-Paralympics 2008 in Peking teil, aufgrund seiner Gehbehinderung in der Startklasse W2 Compound. Sein Trainer ist Rainer Schemeit, sein Verein der BSC Lingen.
| Personendaten    | Personendaten                                  |
| ---------------- | ---------------------------------------------- |
| NAME             | Arenz, Michael                                 |
| KURZBESCHREIBUNG | deutscher Behindertensportler im Bogenschießen |
| GEBURTSDATUM     | 9. Februar 1964                                |